# 226 (nombre)
Cet article concerne le nombre 226. Pour l'année, voir 226.
226 (deux cent vingt-six) est l'entier naturel qui suit 225 et qui précède 227.

## En mathématiques
Deux cent vingt-six est :
- un nombre pentagonal centré

## Dans d'autres domaines
Deux cent vingt-six est aussi :
- Années historiques : -226, 226